# Udalardo II de Barcelona
Udalardo II de Barcelona (? – 1077/80) fue vizconde de Barcelona (1041 – ~1077/80), hijo del vizconde Bernat I y de Ermengarda y nieto de Udalardo I y Riquilda. Al morir su padre prematuramente, Udalardo, menor de edad, permaneció bajo la tutela de su tío, Guislaberto, obispo de Barcelona, desde el año 1034 hasta 1041. 
En dos períodos situados entre 1041-1044 y 1049-1058, el clan vizcondal se opuso violentamente al conde Ramón Berenguer I. En el primer período, el obispo Guislaberto apoyó a su sobrino Udalardo II y encabezaron un ataque con piedras al Palacio Condal de Barcelona desde el propio palacio episcopal. También encontraron como aliado al conde Ramón Wifredo, enemigo del conde de Barcelona. Este primer período acabó con una sentencia judicial dictada por el Abad Oliva en 1044, según la cual Guislaberto y Udalardo II serían responsables del apedreamiento y tendrían que hacer frente a una fianza de 10 000 sueldos. 
Entre 1049-58 será Mir Geribert, primo de Guislaberto, al frente de los Santmartí quien se unirá a los vizcondes en contra del conde Ramón Berenguer I.
En 1054 Udalardo II se casó con Guisla de Lluçà, viuda del conde de Barcelona, Berenguer Ramón I. De este segundo matrimonio tuvo cinco hijos:
- Guislaberto II, vizconde de Barcelona.
- Bernat Udalardo, casado con Persèdia.[2]
- Berenguer
- Guillem
- Arnau